# Peter J. Ucko
Peter John Ucko (* 27. Juli 1938 in London; † 14. Juni 2007 in London) war ein britischer Anthropologe und Archäologe.
Von 1962 bis 1972 war Peter J. Ucko Lecturer für Anthropologie am University College London, 1972–1981 Principal des Australian Institute of Aboriginal Studies sowie 1981–1996 Professor für Archäologie an der Universität Southampton. Von 1996 bis 2006 war er Professor für Vergleichende Archäologie und Leiter des Instituts für Archäologie am University College London.
Peter Ucko galt zu seinen Lebzeiten als einer der bedeutendsten, aber auch umstrittensten Archäologen. In seiner Arbeit war er bestrebt, die Archäologie aus ihrer gesellschaftlichen Isolierung zu befreien, und brachte politische Fragen in das Fach ein. Er zeigte mehrfach auf, wie das Fach von Rassismus und Sichtweisen des Kolonialismus dominiert werde.
Bei dem von ihm 1986 organisierten ersten World Archaeological Congress (Archäologischer Weltkongress) bestand er auf der Teilnahme von Wissenschaftlern aus der Dritten Welt und indigenen Gemeinschaften, um einen Gegenpol zum eurozentristischen Blick der Archäologie zu setzen. Zudem unterstützte er den Wunsch vieler außereuropäischer Teilnehmer und der gastgebenden Universität nach einem akademischen Boykott Südafrikas aufgrund des damaligen Apartheidsregimes, was ihm wiederum die Kritik vieler konservativer Kollegen und die Aberkennung der Konferenz als offizieller Veranstaltung der UIPP einbrachte. Die sehr erfolgreiche Konferenz mit über 1000 Teilnehmern gilt als Beginn der Öffnung der Archäologie für gesellschaftliche Themen.
Bei seiner Emeritierung war das Institut für Archäologie das größte archäologische Institut der Welt. Peter Ucko war Herausgeber zahlreicher Bücher, die vor allem übergreifende Themen behandelten. Er starb im Juni 2007 an den Folgen einer Diabetes-Erkrankung.

## Schriften (Auswahl)
- Mit Andrée Rosenfeld: Felsbildkunst im Paläolithikum. Kindler, München 1967.
- Anthropomorphic figurines of predynastic Egypt and neolithic Crete, with comparative material from the prehistoric Near East and mainland Greece. Andrew Szmidla, London 1968. 530 S.
- Academic Freedom and Apartheid: The Story of the World Archaeological Congress. Duckworth, London 1987, ISBN 0-7156-2191-2
- Introduction: archaeological interpretation in a world context. In P. J. Ucko (Hrsg.): Theory in Archaeology. London 1995, S. 1–27
- Mit T. Champion: The Wisdom of Egypt: changing visions through the ages. UCL Press, London 2003.